# Засолені ґрунти

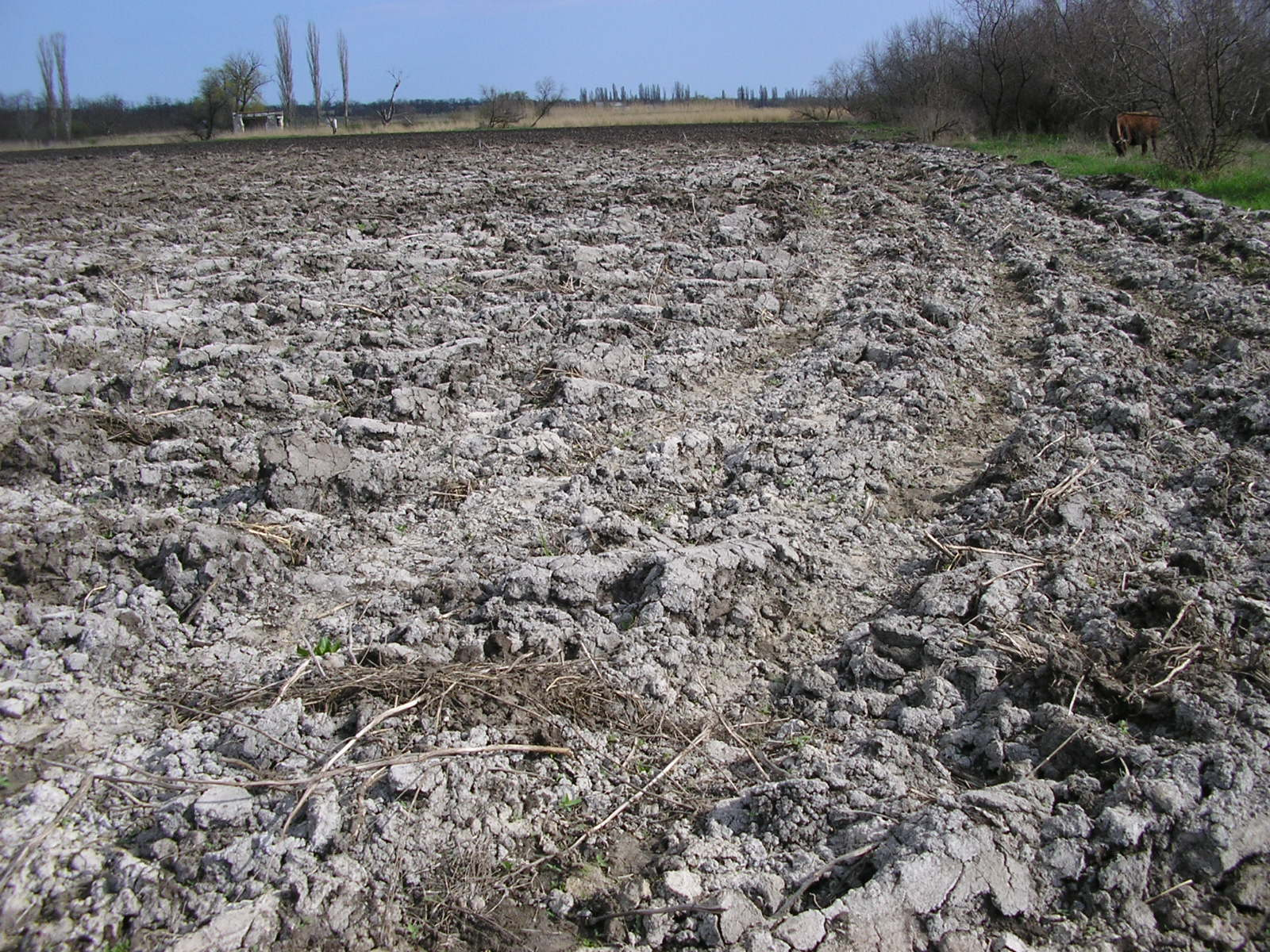
Засолені лучні ґрунти в заплаві річки Барабой. На поверхні ґрунту вицвіти солей — тонкі плівки солей, які викристалізувалися з ґрунтового розчину

Засолені ґрунти — ґрунти, що містять у всьому профілі або в його частині легкорозчинні мінеральні солі в кількостях, шкідливих для рослин (понад 0,1-0,3 %). Засоленими при певних умовах можуть бути різноманітні ґрунти — чорноземи, каштанові, лучні. Особливі морфологічні ознаки мають такі галоморфні ґрунти як солоді і солончаки, тоді як солонці мало чим відрізняються від зональних ґрунтів з яких вони формуються. Процес накопичення солей відомий як засолення. Засолення може бути первинним у зв'язку із природними процесами (вивітрювання мінералів, імпульверизація) і вторинним через штучні процеси — зрошення, осушення.

## Загальна характеристика
Засолення ґрунтів — процес накопичення в ґрунтах або поверхневому шарі ґрунту легко розчинних солей — хлоридів, сульфатів і карбонатів натрію, магнію, кальцію. З.г. може бути результатом підвищеного вмісту їх в корінній породі і подальшим винесенням в ґрунт, а також процесом тривалого накопичення солей в умовах високого випаровування вологи з розташованих близько від поверхні ґрунтових вод. Такі умови існують в понижених ділянках рельєфу з близьким до поверхні заляганням водотриву, звідки стік вод ускладнений. Наслідком З.г. може бути формування солонців і солончаків. Вторинне або повторне З.г. буває результатом неправильно організованого зрошення: вода, що піднімається по капілярах виносить сіль в поверхневу зону. Розсолення таких ґрунтів проводиться шляхом вимивання солей прісними водами.
За ступенем засолення ґрунти поділяються на слабо-, середньо-, сильно-, і дуже сильнозасолені. Передбачається, що на слабозасолених ґрунтах врожай культур у середньому знижується до 25 %, на середньозасолених до 50 %, на сильнозасолених до 75 % і на дуже сильнозасолених до 100 %.
Незалежно від хімічного складу сполук, що засолюють ґрунт, самі по собі солі можуть концентруватися у певному ґрунтовому горизонті. За глибиною залягання сольового горизонту від денної поверхні виділяють солончакові (0-30 см), солончакуваті (30-80 см), глибокосолончакуваті (80-150 см) і глибокозасолені (>150 см) ґрунти.
Якість засоленості ґрунтів визначають за складом і співвідношенням основних іонів. Залежно від складу солей у ґрунті вирізняють кілька основних видів засолення: 
а) хлоридне засолення ґрунтів — зумовлене надлишковим вмістом у ґрунті хлориду натрію і хлориду магнію (NaCl, MgCl
2);
б) сульфатне засолення — обумовлене накопиченням сульфату натрію і сульфату магнію (MgSO
4, CaSO
4, Na
2SO
4);
в) содове (карбонатне) засолення — пов'язане з наявністю у ґрунті підвищених кількостей гідрокарбонату натрію або інших натрієвих солей (NaHCO
3, Na
2СО
3);
але в природі зустрічаються суміші солей тому вказують лише переважаючі: хлоридно-сульфатне — переважають хлориди та сульфати, але сульфатів більше, ніж хлоридів; сульфатно-хлоридне тощо.
За шкідливістю для рослин солі поділяються на: найшкідливіші — Na
2СО
3, NaHCO
3, NaCl; шкідливі — CaCl
2, MgCl
2, Na
2SO
4; менш шкідливі — MgSO
4, CaSO
4, а тому токсичний ефект різних солей спостерігається за різних концентрацій.
Уміст солей визначається за допомогою хімічного аналізу в лабораторії, тоді як у польових умовах можливе визначення орієнтовного їх умісту шляхом вимірювання електропровідності ґрунту і якісних реакцій.
Основною причиною загибелі рослин на засолених ґрунтах є високий осмотичний тиск ґрунтового розчину, який перевищує тиск їх клітинного соку, внаслідок чого зменшується надходження води в окремі тканини, збільшується транспірація, погіршується асиміляція, дихання та утворення цукрів, що призводить до висиханя й загибелі рослин.

## Засолення ґрунтів при зрошенні

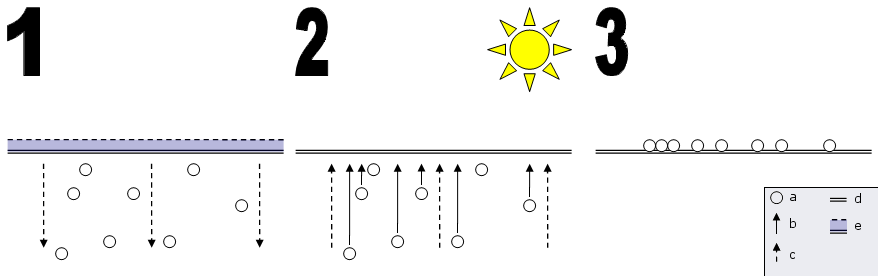
Засолення ґрунту при його зрошенні мінералізованими водами

Вторинне засолення зрошуваних ґрунтів відбуватися з часом тому, що майже вся вода (навіть природні опади) містять розчинні солі. Коли рослини використовують воду, солі залишаються в ґрунті та з роками накопичуються до критичного рівня. Оскільки засолення ґрунту негативно впливає на ріст і розвиток сільськогосподарських культур, ці солі вимивають з кореневої зони промивними поливами. Вторинне засолення відбувається здебільшого на землях з поганим природним відтоком ґрунтових вод і при використанні для зрошення сільськогосподарських культур мінералізованих вод.

## Географія поширення
Засолені ґрунти зустрічаються переважно в південних посушливих областях багатьох країн (Пакистан, Індія, Китай, та ін.), часто плямами серед незасолених ґрунтів. В країнах Середньої Азії засолено близько половини всіх розораних земель. В Росії вони широко поширені у Поволжі.
Засолені ґрунти в Україні займають відносно невелику площу — 1,92 млн га; з них, за даними Державного земельного кадастру, 1,71 млн га — нині у сільськогосподарському використанні, у тому числі слабозасолених — 1336,6 тис. га, середньозасолених — 224,3 тис. га, сильнозасолених — 116,3 тис. га, солончаків — 32,8 тис. га.
Серед зрошуваних земель в Україні налічується близько 350 тис. га засолених, з них 70-100 тис. га вторинно засолених ґрунтів. Площа солонцевих ґрунтів — 2,8 млн га (переважно в межах степу), приблизно 2/3 з них розорюється, а близько 0,8 млн га — зрошується .